# Молодіжний чемпіонат світу з футболу 1981
Молодіжний чемпіонат світу з футболу 1981 року (англ. 1981 FIFA World Youth Championship) — 3-ій розіграш молодіжного чемпіонату світу, що проходив з 3 по 18 жовтня 1981 року в Австралії. Перемогу здобула збірна ФРН, яка перемогла у фіналі з рахунком 4:0 Катар і таким чином здобула перший трофей у своїй історії. Найкращим гравцем турніру став румун Ромулус Габор, а найкращими бомбардиром із 4 голами стало відразу чотири футболіста із трьох різних збірних.
Турнір проходив на шести стадіонах у шести містах: Аделаїда, Брисбен, Канберра, Мельбурн, Ньюкасл і Сідней.

## Кваліфікація
Австралія автоматично отримала місце у фінальному турнірі на правах господаря. Решта 15 учасників визначилися за підсумками 6-ти молодіжних турнірів, що проводились кожною Конфедерацією, яка входить до ФІФА.
| Конфедерація | Турнір                                      | Збірні                                      |
| ------------ | ------------------------------------------- | ------------------------------------------- |
| АФК          | Молодіжний чемпіонат Азії 1980              | Катар1 Південна Корея                       |
| КАФ          | Молодіжний чемпіонат Африки 1981            | Камерун1 Єгипет1                            |
| КОНКАКАФ     | Молодіжний чемпіонат КОНКАКАФ 1980          | Мексика · США1                              |
| КОНМЕБОЛ     | Молодіжний чемпіонат Південної Америки 1981 | Аргентина Бразилія Уругвай                  |
| ОФК          | Господар                                    | Австралія                                   |
| УЄФА         | Юнацький чемпіонат Європи (U-18) 1980       | Англія1 Італія Польща Румунія1 Іспанія ФРН1 |

1.↑  Дебютант молодіжних чемпіонатів світу.

## Стадіони
| Брисбен                                           | Канберра                                          | Мельбурн                                          | Аделаїда                                 |
| ------------------------------------------------- | ------------------------------------------------- | ------------------------------------------------- | ---------------------------------------- |
| «Ланг Парк» Місткість: 52.500                     | «Брюс Стедіум» Місткість: 25.000                  | «Олімпік Парк» Місткість: 18.500                  | «Гіндмарш Стедіум» Місткість: 16.500     |
|                                                   |                                                   |                                                   |                                          |
| Сідней Канберра Брисбен Мельбурн Аделаїда Ньюкасл | Сідней Канберра Брисбен Мельбурн Аделаїда Ньюкасл | Сідней Канберра Брисбен Мельбурн Аделаїда Ньюкасл | Сідней                                   |
| Сідней Канберра Брисбен Мельбурн Аделаїда Ньюкасл | Сідней Канберра Брисбен Мельбурн Аделаїда Ньюкасл | Сідней Канберра Брисбен Мельбурн Аделаїда Ньюкасл | «Сідней Спортс Граунд» Місткість: 35.000 |
| Сідней Канберра Брисбен Мельбурн Аделаїда Ньюкасл | Сідней Канберра Брисбен Мельбурн Аделаїда Ньюкасл | Сідней Канберра Брисбен Мельбурн Аделаїда Ньюкасл |                                          |
| Сідней Канберра Брисбен Мельбурн Аделаїда Ньюкасл | Сідней Канберра Брисбен Мельбурн Аделаїда Ньюкасл | Сідней Канберра Брисбен Мельбурн Аделаїда Ньюкасл | Ньюкасл                                  |
| Сідней Канберра Брисбен Мельбурн Аделаїда Ньюкасл | Сідней Канберра Брисбен Мельбурн Аделаїда Ньюкасл | Сідней Канберра Брисбен Мельбурн Аделаїда Ньюкасл | «Ньюкасл Стедіум»                        |
| Сідней Канберра Брисбен Мельбурн Аделаїда Ньюкасл | Сідней Канберра Брисбен Мельбурн Аделаїда Ньюкасл | Сідней Канберра Брисбен Мельбурн Аделаїда Ньюкасл |                                          |

## Склади
Команди мали подати заявку з 18 гравців (двоє з яких — воротарі).

## Груповий етап
Переможці груп і команди, що зайняли другі місця, проходять в 1/4 фіналу.
| Умовні колірні позначення | Умовні колірні позначення             |
| ------------------------- | ------------------------------------- |
|                           | Команди, що проходять до чвертьфіналу |

### Група A
| Збірна  | О | І | В | Н | П | ГЗ | ГП | РГ | Кваліфікація           |
| ------- | - | - | - | - | - | -- | -- | -- | ---------------------- |
| Уругвай | 6 | 3 | 3 | 0 | 0 | 5  | 0  | +5 | Вийшли до чвертьфіналу |
| Катар   | 3 | 3 | 1 | 1 | 1 | 2  | 2  | 0  | Вийшли до чвертьфіналу |
| Польща  | 2 | 3 | 1 | 0 | 2 | 4  | 2  | +2 |                        |
| США     | 1 | 3 | 0 | 1 | 2 | 1  | 8  | −7 |                        |

| 3 жовтня 1981 18:30 |

| Польща | 0–1      | Катар      |
| ------ | -------- | ---------- |
|        | Протокол | Біляль 37' |

| Ланг Парк, Брисбен Глядачів: 17,200 Арбітр: Тоні Бошкович (Австралія) |

| 3 жовтня 1981 20:30 |

| США | 0–3      | Уругвай                                 |
| --- | -------- | --------------------------------------- |
|     | Протокол | Лопес Баес 5' Агілера 60' да Сільва 67' |

| Ланг Парк, Брисбен Глядачів: 17,200 Арбітр: Еміліо Соріано Аладрен (Іспанія) |

| 6 жовтня 1981 18:30 |

| США      | 1–1      | Катар      |
| -------- | -------- | ---------- |
| Деві 43' | Протокол | Біляль 56' |

| Ланг Парк, Брисбен Глядачів: 10,122 Арбітр: Тесфає Гебреєсус (Ефіопія) |

| 6 жовтня 1981 20:30 |

| Уругвай       | 1–0      | Польща |
| ------------- | -------- | ------ |
| да Сільва 58' | Протокол |        |

| Ланг Парк, Брисбен Глядачів: 10,122 Арбітр: Антоніо Маркес Рамірес (Мексика) |

| 8 жовтня 1981 19:00 |

| Катар | 0–1      | Уругвай      |
| ----- | -------- | ------------ |
|       | Протокол | Вільясан 52' |

| Ланг Парк, Брисбен Глядачів: 8,264 Арбітр: Станіслас Камдем (Камерун) |

| 8 жовтня 1981 21:00 |

| Польща                                       | 4–0      | США |
| -------------------------------------------- | -------- | --- |
| Жепка 17' Ковалік 18' Дзекановський 65', 67' | Протокол |     |

| Ланг Парк, Брисбен Глядачів: 8,264 Арбітр: Тоні Бошкович (Австралія) |

### Група B
| Збірна         | О | І | В | Н | П | ГЗ | ГП | РГ | Кваліфікація           |
| -------------- | - | - | - | - | - | -- | -- | -- | ---------------------- |
| Бразилія       | 5 | 3 | 2 | 1 | 0 | 5  | 1  | +4 | Вийшли до чвертьфіналу |
| Румунія        | 5 | 3 | 2 | 1 | 0 | 3  | 1  | +2 | Вийшли до чвертьфіналу |
| Південна Корея | 2 | 3 | 1 | 0 | 2 | 4  | 5  | −1 |                        |
| Італія         | 0 | 3 | 0 | 0 | 3 | 1  | 6  | −5 |                        |

| 3 жовтня 1981 18:30 |

| Італія      | 1–4      | Південна Корея                                     |
| ----------- | -------- | -------------------------------------------------- |
| Маріані 83' | Протокол | Квак Сун Хо 7' Чхве Сун Хо 12', 29' Лі Кюн Нам 88' |

| Олімпік Парк, Мельбурн Глядачів: 13,538 Арбітр: Гастон Кастро (Чилі) |

| 3 жовтня 1981 20:30 |

| Румунія    | 1–1      | Бразилія   |
| ---------- | -------- | ---------- |
| Замфір 82' | Протокол | Леомір 67' |

| Олімпік Парк, Мельбурн Глядачів: 13,538 Арбітр: Джордж Кортні (Англія) |

| 6 жовтня 1981 18:45 |

| Румунія   | 1–0      | Південна Корея |
| --------- | -------- | -------------- |
| Сертов 5' | Протокол |                |

| Олімпік Парк, Мельбурн Глядачів: 17,500 Арбітр: Хорхе Едуардо Ромеро (Аргентина) |

| 6 жовтня 1981 20:45 |

| Бразилія        | 1–0      | Італія |
| --------------- | -------- | ------ |
| Джалма Баїя 56' | Протокол |        |

| Олімпік Парк, Мельбурн Глядачів: 17,500 Арбітр: Ян Редельфс (ФРН) |

| 8 жовтня 1981 18:45 |

| Південна Корея | 0–3      | Бразилія                                              |
| -------------- | -------- | ----------------------------------------------------- |
|                | Протокол | Пауло Роберто 48' Роналдао 61' Чун Чон Сон 79' (а.г.) |

| Олімпік Парк, Мельбурн Глядачів: 9,000 Арбітр: Хуссейн Фахмі Бахіг (Єгипет) |

| 8 жовтня 1981 20:45 |

| Італія | 0–1      | Румунія          |
| ------ | -------- | ---------------- |
|        | Протокол | Габор 56' (пен.) |

| Олімпік Парк, Мельбурн Глядачів: 9,000 Арбітр: Боб Валентайн (Шотландія) |

### Група C
| Збірна  | О | І | В | Н | П | ГЗ | ГП | РГ | Кваліфікація           |
| ------- | - | - | - | - | - | -- | -- | -- | ---------------------- |
| ФРН     | 4 | 3 | 2 | 0 | 1 | 6  | 4  | +2 | Вийшли до чвертьфіналу |
| Єгипет  | 4 | 3 | 1 | 2 | 0 | 7  | 6  | +1 | Вийшли до чвертьфіналу |
| Мексика | 2 | 3 | 0 | 2 | 1 | 4  | 5  | −1 |                        |
| Іспанія | 2 | 3 | 0 | 2 | 1 | 5  | 7  | −2 |                        |

| 3 жовтня 1981 19:00 |

| Іспанія             | 2–2      | Єгипет          |
| ------------------- | -------- | --------------- |
| Чано 65' Надаль 74' | Протокол | Абузаїд 6', 78' |

| Гіндмарш Стедіум, Аделаїда Глядачів: 7,504 Арбітр: Лі Ву Бон (Південна Корея) |

| 3 жовтня 1981 21:00 |

| ФРН     | 1–0      | Мексика |
| ------- | -------- | ------- |
| Лозе 2' | Протокол |         |

| Гіндмарш Стедіум, Аделаїда Глядачів: 7,504 Арбітр: Боб Валентайн (Шотландія) |

| 6 жовтня 1981 19:00 |

| ФРН      | 1–2      | Єгипет                 |
| -------- | -------- | ---------------------- |
| Лозе 35' | Протокол | Хельмі 31' Абузаїд 54' |

| Гіндмарш Стедіум, Аделаїда Глядачів: 14,120 Арбітр: Ромуло Мендес (Гватемала) |

| 6 жовтня 1981 21:00 |

| Мексика  | 1–1      | Іспанія         |
| -------- | -------- | --------------- |
| Косс 75' | Протокол | Чано 45' (пен.) |

| Гіндмарш Стедіум, Аделаїда Глядачів: 14,120 Арбітр: Хосе Луїс Мартінес Басан (Уругвай) |

| 8 жовтня 1981 18:30 |

| Єгипет                            | 3–3      | Мексика                      |
| --------------------------------- | -------- | ---------------------------- |
| Гвільєн 33' (а.г.) Салех 64', 71' | Протокол | Вака 18' Фарфан 28' Ріос 69' |

| Канберра Стедіум, Канберра Глядачів: 8,150 Арбітр: Геннінг Лунд-Соренсен (Данія) |

| 8 жовтня 1981 20:30 |

| Іспанія                   | 2–4      | ФРН                                  |
| ------------------------- | -------- | ------------------------------------ |
| Ф. Лопес 72' Фабрегат 78' | Протокол | Тріб 29' Вольфарт 47', 85' Антес 55' |

| Канберра Стедіум, Канберра Глядачів: 14,120 Арбітр: Арналдо Сезар (Бразилія) |

### Група D
| Збірна    | О | І | В | Н | П | ГЗ | ГП | РГ | Кваліфікація           |
| --------- | - | - | - | - | - | -- | -- | -- | ---------------------- |
| Англія    | 4 | 3 | 1 | 2 | 0 | 4  | 2  | +2 | Вийшли до чвертьфіналу |
| Австралія | 4 | 3 | 1 | 2 | 0 | 6  | 5  | +1 | Вийшли до чвертьфіналу |
| Аргентина | 3 | 3 | 1 | 1 | 1 | 3  | 3  | 0  |                        |
| Камерун   | 1 | 3 | 0 | 1 | 2 | 3  | 6  | −3 |                        |

| 3 жовтня 1981 13:00 |

| Англія               | 2–0      | Камерун |
| -------------------- | -------- | ------- |
| Фінніган 57' Дей 78' | Протокол |         |

| Сідней Спортс Граунд, Сідней Глядачів: 15,814 Арбітр: Тосікадзу Сано (Японія) |

| 3 жовтня 1981 15:00 |

| Австралія             | 2–1      | Аргентина   |
| --------------------- | -------- | ----------- |
| Куссас 79' Гантер 89' | Протокол | Морресі 66' |

| Сідней Спортс Граунд, Сідней Глядачів: 15,814 Арбітр: Алойзи Яргуз (Польща) |

| 5 жовтня 1981 15:00 |

| Австралія                         | 3–3      | Камерун                        |
| --------------------------------- | -------- | ------------------------------ |
| Мітчелл 9' Куссас 53', 78' (пен.) | Протокол | Олле-Олле 17' Джонкеп 35', 52' |

| Ньюкасл Стедіум, Ньюкасл Глядачів: 13,797 Арбітр: Торос Кібрітджиан (Сирія) |

| 5 жовтня 1981 15:00 |

| Англія    | 1–1      | Аргентина  |
| --------- | -------- | ---------- |
| Смолл 79' | Протокол | Урруті 57' |

| Сідней Спортс Граунд, Сідней Глядачів: 16,674 Арбітр: Джанфранко Менегалі (Італія) |

| 8 жовтня 1981 19:00 |

| Камерун | 0–1      | Аргентина |
| ------- | -------- | --------- |
|         | Протокол | Сеччі 6'  |

| Сідней Спортс Граунд, Сідней Глядачів: 28,932 Арбітр: Мубарак Валід Саїд (Катар) |

| 8 жовтня 1981 21:00 |

| Англія    | 1–1      | Австралія |
| --------- | -------- | --------- |
| Смолл 82' | Протокол | Куссас 7' |

| Сідней Спортс Граунд, Сідней Глядачів: 28,932 Арбітр: Йоан Ігна (Румунія) |

## Плей-оф
|  | Чвертьфінали         | Чвертьфінали       |                      |        | Півфінали   | Півфінали   |  |  | Фінал                | Фінал |
|  |                      |                    |                      |        |             |             |  |  |                      |       |
|  | 11 жовтня — Мельбурн |                    |                      |        |             |             |  |  |                      |       |
|  |                      |                    |                      |        |             |             |  |  |                      |       |
|  | Уругвай              | 1                  |                      |        |             |             |  |  |                      |       |
|  | Уругвай              | 1                  | 14 жовтня — Мельбурн |        |             |             |  |  |                      |       |
|  | Румунія              | 2                  |                      |        |             |             |  |  |                      |       |
|  | Румунія              | 2                  | Румунія              | 0      |             |             |  |  |                      |       |
|  | 11 жовтня — Канберра |                    | Румунія              | 0      |             |             |  |  |                      |       |
|  |                      | ФРН (д.ч.)         | 1                    |        |             |             |  |  |                      |       |
|  | ФРН                  | ФРН (д.ч.)         | 1                    | 1      |             |             |  |  |                      |       |
|  | ФРН                  |                    | 18 жовтня — Сідней   | 1      |             |             |  |  |                      |       |
|  | Австралія            | 0                  |                      |        |             |             |  |  |                      |       |
|  | Австралія            | 0                  | ФРН                  | 4      |             |             |  |  |                      |       |
|  | 11 жовтня — Ньюкасл  |                    | ФРН                  | 4      |             |             |  |  |                      |       |
|  |                      | Катар              | 0                    |        |             |             |  |  |                      |       |
|  | Бразилія             | Катар              | 0                    | 2      |             |             |  |  |                      |       |
|  | Бразилія             | 14 жовтня — Сідней |                      | 2      |             |             |  |  |                      |       |
|  | Катар                | 3                  |                      |        |             |             |  |  |                      |       |
|  | Катар                | 3                  | Катар                | 2      | Третє місце | Третє місце |  |  |                      |       |
|  | 11 жовтня — Сідней   |                    | Катар                | 2      | Третє місце | Третє місце |  |  |                      |       |
|  |                      | Англія             | 1                    |        |             |             |  |  |                      |       |
|  | Англія               | Англія             | 1                    | 4      | Румунія     | 1           |  |  |                      |       |
|  | Англія               |                    |                      | 4      | Румунія     | 1           |  |  |                      |       |
|  | Єгипет               | 2                  |                      | Англія | 0           |             |  |  |                      |       |
|  | Єгипет               | 2                  |                      |        | 0           |             |  |  |                      |       |
|  |                      |                    |                      |        |             |             |  |  | 17 жовтня — Аделаїда |       |
|  |                      |                    |                      |        |             |             |  |  |                      |       |

### Чвертьфінали
| 11 жовтня 1981 15:00 |

| Уругвай       | 1–2      | Румунія              |
| ------------- | -------- | -------------------- |
| Берруетта 60' | Протокол | Едуард 25' Фізік 84' |

| Олімпік Парк, Мельбурн Глядачів: 14,800 Арбітр: Джанфранко Менегалі (Італія) |

| 11 жовтня 1981 15:00 |

| Бразилія          | 2–3      | Катар                |
| ----------------- | -------- | -------------------- |
| Роналдао 27', 78' | Протокол | Салман 10', 54', 87' |

| Ньюкасл Стедіум, Ньюкасл Глядачів: 12,993 Арбітр: Антоніо Маркес Рамірес (Мексика) |

| 11 жовтня 1981 15:00 |

| ФРН          | 1–0      | Австралія |
| ------------ | -------- | --------- |
| Вольфарт 69' | Протокол |           |

| Канберра Стедіум, Канберра Глядачів: 13,780 Арбітр: Геннінг Лунд-Соренсен (Данія) |

| 11 жовтня 1981 15:00 |

| Англія                     | 4–2      | Єгипет                       |
| -------------------------- | -------- | ---------------------------- |
| Вебб 41', 64', 82' Кук 60' | Протокол | Абузаїд 28' (пен.) Салех 40' |

| Сідней Спортс Граунд, Сідней Глядачів: 8,293 Арбітр: Хосе Луїс Мартінес Басан (Уругвай) |

### Півфінали
| 14 жовтня 1981 20:00 |

| Катар                  | 2–1      | Англія    |
| ---------------------- | -------- | --------- |
| Біляль 12' Альсада 62' | Протокол | Смолл 70' |

| Сідней Спортс Граунд, Сідней Глядачів: 12,476 Арбітр: Хорхе Едуардо Ромеро (Аргентина) |

| 14 жовтня 1981 20:30 |

| Румунія | 0–1 (д.ч.) | ФРН      |
| ------- | ---------- | -------- |
|         | Протокол   | Шон 103' |

| Олімпік Парк, Мельбурн Глядачів: 15,000 Арбітр: Боб Валентайн (Шотландія) |

### Матч за третє місце
| 17 жовтня 1981 15:00 |

| Румунія   | 1–0      | Англія |
| --------- | -------- | ------ |
| Габор 36' | Протокол |        |

| Гіндмарш Стедіум, Аделаїда Глядачів: 10,492 Арбітр: Геннінг Лунд-Соренсен (Данія) |

### Фінал
| 18 жовтня 1981 15:00 |

| ФРН                                  | 4–0      | Катар |
| ------------------------------------ | -------- | ----- |
| Лозе 28', 66' Вольфарт 42' Антес 86' | Протокол |       |

| Сідней Спортс Граунд, Сідней Глядачів: 18,531 Арбітр: Арналдо Сезар (Бразилія) |

## Чемпіон
| Чемпіони світу U-20 1981 ФРН (1-ий титул) |

## Нагороди
По завершенні турніру були оголошені такі нагороди:
| Золотий бутс | Золотий м'яч  | Нагорода Fair Play |
| ------------ | ------------- | ------------------ |
| Марк Куссас  | Ромулус Габор | Австралія          |

## Бомбардири
Загалом 87 голів забили 56 різних гравців, лише два з них були автоголами.
4 голи
- Марк Куссас
- Тахер Абузаїд
- Ральф Лозе
- Роланд Вольфарт

3 голи
- Роналдао
- Хішам Салех
- Майк Смолл
- Ніл Вебб
- Бадр Біляль
- Халід Салман

2 голи
- Бонавентур Джонкеп
- Даріуш Дзекановський
- Ромулус Габор
- Чхве Сун Хо
- Чано
- Гольгер Антес
- Хорхе да Сільва

1 гол
- Клаудіо Морресі
- Хорхе Сеччі
- Хуан Хосе Урруті
- Дейв Мітчелл
- Ієн Гантер
- Джалма Баїя
- Леомір де Соуза
- Пауло Роберто
- Бертен Олле-Олле
- Мохаммед Хельмі
- Тоні Фінніган
- Джеффрі Дей
- Джон Кук
- П'єтро Маріані
- Агустін Косс
- Гонсало Фарфан
- Ільдефонсо Ріос
- Хосе Енріке Вака
- Пйотр Жепка
- Єжи Ковалік
- Алі Альсада
- Аугустін Едуард
- Корнел Фізік
- Дорел Замфір
- Стере Сертов
- Квак Сун Хо
- Лі Кюн Нам
- Франсіско Лопес
- Хорхе Фабрегат
- Себастьян Надаль
- Марк Деві
- Карлос Берруетта
- Хав'єр Лопес Баєс
- Карлос Агілера
- Хорхе Вільясан
- Альфред Шон
- Мартін Тріб

Автоголи:
- Хосе Гвільєн (проти Єгипту)
- Чун Чон Сон (проти Бразилії)

## Підсумкова таблиця
| М                              | Збірна         | І | В | Н | П | ГЗ | ГП | РГ | О  |
| ------------------------------ | -------------- | - | - | - | - | -- | -- | -- | -- |
| 1                              | ФРН            | 6 | 5 | 0 | 1 | 12 | 4  | +8 | 10 |
| 2                              | Катар          | 6 | 3 | 1 | 2 | 7  | 9  | –2 | 7  |
| 3                              | Румунія        | 6 | 4 | 1 | 1 | 6  | 3  | +3 | 9  |
| 4                              | Англія         | 6 | 2 | 2 | 2 | 9  | 7  | +2 | 6  |
| Вибули в чвертьфіналі          |                |   |   |   |   |    |    |    |    |
| 5                              | Уругвай        | 4 | 3 | 0 | 1 | 6  | 2  | +4 | 6  |
| 6                              | Бразилія       | 4 | 2 | 1 | 1 | 7  | 4  | +3 | 5  |
| 7                              | Австралія      | 4 | 1 | 2 | 1 | 6  | 6  | 0  | 4  |
| 8                              | Єгипет         | 4 | 1 | 2 | 1 | 9  | 10 | –1 | 4  |
| Вибули після групового турніру |                |   |   |   |   |    |    |    |    |
| 9                              | Аргентина      | 3 | 1 | 1 | 1 | 3  | 3  | 0  | 3  |
| 10                             | Польща         | 3 | 1 | 0 | 2 | 4  | 2  | +2 | 2  |
| 11                             | Південна Корея | 3 | 1 | 0 | 2 | 4  | 5  | –1 | 2  |
| 12                             | Мексика        | 3 | 0 | 2 | 1 | 4  | 5  | –1 | 2  |
| 13                             | Іспанія        | 3 | 0 | 2 | 1 | 5  | 7  | –2 | 2  |
| 14                             | Камерун        | 3 | 0 | 1 | 2 | 3  | 6  | –3 | 1  |
| 15                             | США            | 3 | 0 | 1 | 2 | 1  | 8  | –7 | 1  |
| 16                             | Італія         | 3 | 0 | 0 | 3 | 1  | 6  | –5 | 0  |